# Hermenegildo de Morais Filho
Hermenegildo Lopes de Morais Filho, mais conhecido como Hermenegildo de Morais Filho (Santa Rita do Paranaíba, atual Itumbiara, 6 de outubro de 1870 — 5 de dezembro de 1925) foi um industrial e político brasileiro.
Foi senador por Goiás entre 1918 e 1925, além de ter exercido o mandato de deputado federal por três vezes vezes entre 1909 e 1918.